# Sharon (Massachusetts)
Sharon é uma vila localizada no condado de Norfolk no estado estadounidense de Massachusetts. No Censo de 2010 tinha uma população de 17.612 habitantes e uma densidade populacional de 278,78 pessoas por km².

## Geografia
Sharon encontra-se localizado nas coordenadas 42° 06′ 31″ N, 71° 11′ 07″ O. Segundo o Departamento do Censo dos Estados Unidos, Sharon tem uma superfície total de 63.17 km², da qual 60.7 km² correspondem a terra firme e (3.92%) 2.47 km² é água.

## Demografia
Segundo o censo de 2010, tinha 17.612 pessoas residindo em Sharon. A densidade populacional era de 278,78 hab./km². Dos 17.612 habitantes, Sharon estava composto pelo 82.31% brancos, o 4.24% eram afroamericanos, o 0.09% eram amerindios, o 10.91% eram asiáticos, o 0.03% eram insulares do Pacífico, o 0.62% eram de outras raças e o 1.79% pertenciam a duas ou mais raças. Do total da população o 2.12% eram hispanos ou latinos de qualquer raça.